# Ежово (Нерехтский район)
Ежо́во — деревня в Нерехтском районе Костромской области России. Входит в состав Ёмсненского сельского поселения.

## География
Деревня находится в юго-западной части Костромской области, в подзоне южной тайги, на левом берегу реки Ёмсна, вблизи места впадения её в реку Солоница, при автодороге 34К-177, на расстоянии приблизительно 6 км (по прямой) к юго-востоку от города Нерехта, административного центра района. Абсолютная высота — 93 м над уровнем моря.

### Климат
Климат характеризуется как умеренно континентальный, с продолжительной холодной многоснежной зимой и коротким сравнительно тёплым летом. Средняя температура воздуха самого холодного месяца (января) — −11,8 °C (абсолютный минимум — −46 °C); самого тёплого месяца (июля) — 17 °C (абсолютный максимум — 37 °С). Безморозный период длится около 125 дней. Продолжительность периода активной вегетации растений (выше 10 °C) составляет примерно 127 дней. Годовое количество атмосферных осадков — 491 мм, из которых большая часть выпадает в тёплый период. Снежный покров держится в течение 150 дней.

### Часовой пояс
Деревня Ежово, как и вся Костромская область, находится в часовой зоне МСК (московское время). Смещение применяемого времени относительно UTC составляет +3:00.

## Население
| 2008 | 2010 | 2014 |
| ---- | ---- | ---- |
| 60   | ↗62  | ↘54  |

### Национальный состав
Согласно результатам переписи 2002 года, в национальной структуре населения русские составляли 97 % из 62 чел.